# 松永英樹
松永 英樹（まつなが ひでき、1969年10月6日 - ）は、日本の美容師。長崎県出身。有限会社アビー代表取締役。東京マックス美容専門学校を卒業後、都内の美容室でキャリアをスタート。20代後半でアートディレクターおよび店舗マネージャーを務め、2002年に独立。以降は、原宿・表参道エリアを拠点に複数のヘアサロンの運営に携わっている。現在は、サロンワークを中心に、ファッション誌や広告でのヘアメイク、美容商品の開発、講習活動なども行っている。

## 来歴
長崎県長崎市出身。1987年に長崎北陽台高校を卒業後、同年4月に上京、東京MAX美容専門学校に入学し美容師としての基礎を学ぶ。同校を1989年に卒業後、都内の美容室「PEEK-A-BOO」に入社し、代表である川島文夫の元、美容師としてのキャリアをスタート。入社後4年半の間アシスタントとして務める中、レッスンを重ね、スタイリストとしてデビュー。その後、28歳で同店のアートディレクターに就任し、以降は同社で高い業績を挙げた。さらにその後、原宿店の店長として店舗運営を一任される。1999年には、光文社の雑誌「JJ」のカットしてほしい美容師ランキングでNo.1に選出される。
2002年に13年間勤めたPEEK-A-BOO美容室を退社し、ファッションブランド「A BATHING APE」プロデューサー「NIGO」とのコラボレーションで原宿にBAPE CUTSをオープンするなど、活動の領域を拡げた。。
2007年には表参道に自身のブランドサロン「ABBEY」を開業し、2010年には2号店となる「ABBEY2」を南青山にオープンした。その後も、丸の内の「W.L.T CUT CLUB」や楽天本社内における「Rakuten Hair Salon ABBEY」など、複数のプロジェクトに携わった。

## 受賞歴[5]
- KAMI CHARISMA AWARD 2020　2つ星受賞
- KAMI CHARISMA AWARD 2021　2つ星受賞
- KAMI CHARISMA AWARD 2022　3つ星受賞
- KAMI CHARISMA AWARD 2023　3つ星受賞
- KAMI CHARISMA AWARD 2024　3つ星受賞
- KAMI CHARISMA AWARD 2025　3つ星受賞

## 著書
- 『たのしい! ベーシックカット』髪書房、2020年ISBN 4908697337
- 『パートカット全部 FOCUS』髪書房、2023年ISBN 4908697590
- 『伸びるスタイリストの教科書』髪書房、2015年、伊藤 豊 共著 ISBN 4903070905